# Fosta școală a comunității evreiești din Pitești
Fosta școală a comunității evreiești este un monument istoric aflat pe teritoriul municipiului Pitești.